# Ermitage de Pompadour
L’Ermitage de Pompadour ou hôtel de Pompadour est un hôtel particulier, situé au no 3, boulevard Magenta, à Fontainebleau dans le département français de Seine-et-Marne, en région Île-de-France.
Construit en 1749, à la demande de Madame de Pompadour, il abrite, après sa disparition la résidence du gouverneur du château de Fontainebleau, avant de devenir la propriété de plusieurs figures illustres comme le maréchal Berthier, le banquier Michel Ephrussi ou le couple de collectionneurs Charles et Marie-Laure de Noailles.
Propriété privée ne se visitant pas, il appartient aujourd'hui au couple Carlo et Polissena Perrone.

## Historique
Le domaine est construit sur ce qui est alors le lieu-dit du Grand Navarre, à l’extrémité ouest du jardin du château de Fontainebleau, à la demande de Jeanne-Antoinette Poisson, marquise de Pompadour, sur ordre du roi Louis XV.

La marquise de Pompadour

Pour sa construction, de janvier à septembre 1749, sur les plans d’Ange-Jacques Gabriel, sont missionnés les architectes Louis-François Thourou de Moranzel et Jean Cailleteau dit Lassurance, pour le bâti et Jean-Charles Garnier d'Isle, pour la conception des jardins, mais aussi le peintre Alexis Peyrotte, pour les peintures et décors, ainsi que le sculpteur Jacques Verberckt, pour les boiseries. Le coût total des travaux est alors fixé à 216 382 livres. Dès 1756, la marquise fait procéder à des travaux d’agrandissement et d’embellissement, et profite de son Ermitage jusqu’à son décès en 1764.
Le domaine échoit par héritage à son frère, Abel-François Poisson de Vandières, marquis de Marigny, qui le vend au roi Louis XV. Ce dernier, après y avoir fait réaliser quelques rafraichissements par Gabriel, continue à y séjourner jusqu'à sa disparition en 1774.
Dès l'année suivante, le roi Louis XVI y loge le gouverneur du château de Fontainebleau, Jean-Baptiste François de Montmorin, marquis de Saint-Hérem. Les lieux sont ensuite occupés par Louis-Victor-Hippolyte, comte de Montmorin, fils cadet du précédent et repreneur de la charge de gouverneur, qu’il conserve jusqu’à la Révolution, puis devient le premier maire de Fontainebleau en 1790, avant d’être tué lors des massacres de Septembre en 1792.

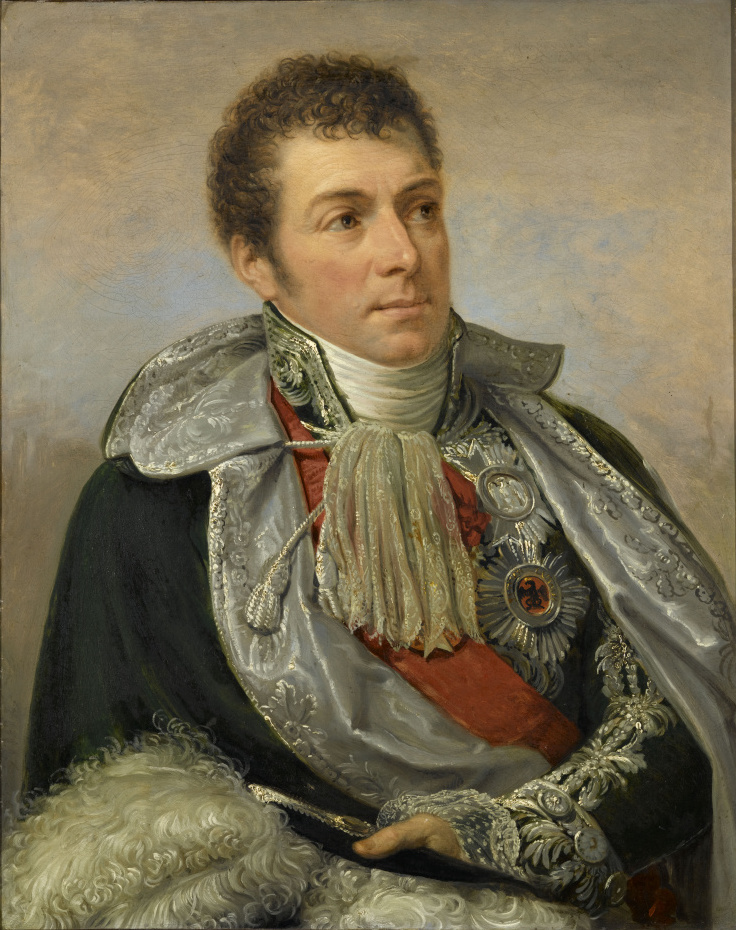
Le maréchal Berthier

Aliéné comme bien national, le domaine est vendu à la municipalité de Melun, qui le revend le 28 mai 1795, à un marchand, Louis-François Guilleminet dit Le Jeune, pour la somme de 202 200 livres en assignats. Ce dernier cède à son tour la propriété, l’année suivante, à deux faïenciers, Aaron Schmoll et Baruch Weill.
Le 13 mars 1808, le maréchal d’Empire, Louis-Alexandre Berthier, prince de Neuchâtel, acquiert l’Ermitage, qui passe successivement, à la suite de son décès en 1815, au marquis de Besplas, au comte de Bernis, au comte de Gramont d’Aster, puis à son épouse, pour finir entre les mains du banquier Michel Ephrussi, qui s’en sépare en 1910. Cette même année, le baron Édouard Franchetti, l’acquiert et y réside fréquemment jusqu’à l’aube de la Première Guerre mondiale, où ce dernier part pour Rome. À son retour en France, après avoir servi d’annexe à l’hôpital de la ville, la demeure, en friche, est « squattée » par le peintre Lucien-Victor Guirand de Scévola et ses camoufleurs.

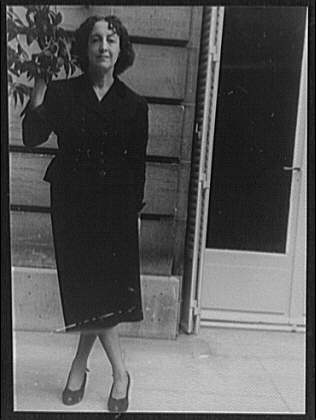
La vicomtesse Marie-Laure de Noailles en 1949

Bien qu’en parfait état général, mais ne s’y sentant plus chez lui, le baron vend la propriété en 1918, à Madeleine Dubois de Courval, princesse de Poix, qui fait réaliser quelques embellissements, notamment dans les jardins. Son fils, le vicomte Charles de Noailles, en hérite, et continue de l’embellir et de le restaurer, avec le concours de son épouse Marie-Laure, avec qui  il se marie en 1923. Ils y reçoivent de grands noms comme : Balthus, Christian Bérard, Man Ray, André Gide, Salvador Dalí ou encore Jean Cocteau.
L’hôtel abrite alors leur riche collection d’œuvres d’art, issues d’artistes célèbres comme : Francisco de Goya, Pablo Picasso, Juan Gris, Gustave Moreau, Balthus. Faisait également partie de cette collection, un manuscrit érotique du marquis de Sade, ancêtre de la vicomtesse de Noailles par sa mère Marie-Thérèse de Chevigné, acheté par le couple en 1929 et volé en 1982. Leur fille, Nathalie, hérite du domaine en 1981, à la suite du décès de son père survenu la même année, et y vit par intermittence jusqu’à sa propre disparition en 2004.
L’hôtel passe ensuite à son fils, Carlo Perrone, actuel propriétaire, issu de son union avec Alessandro Perrone, n’y résidant que très rarement.

## Architecture et description
Cet Ermitage est le premier d’une série de trois, tous identiques, commandés par la marquise, à l’architecte Gabriel. Le bâtiment, commandé dès janvier 1749, est terminé et habitable en à peine neuf mois. Après celui-ci, suivent celui de Versailles, bien que déjà existant, mais remanié la même année, puis celui de Compiègne, construit en 1754, et détruit en 1795.
Les travaux de ces ermitages, sont à l’origine des pavillons de chasse du roi, que sont le pavillon du Butard (1754) et le pavillon de la Muette (1766), également œuvres de Gabriel. Tous ces bâtiments annoncent, de par leur style architectural, la construction du Petit Trianon de Versailles (1768).
On accède au pavillon, par un imposant portail débouchant sur une vaste cour entourée de murs écran, camouflant, au nord, les communs, abritant remises et écuries, autour d’une basse-cour et au sud, des volières, installées autour d’un parterre de buis. Selon les dispositions de 1749, le pavillon, carré parfait de 6 toises de côté, s’ouvre sur l’extérieur par quatre façades identiques toutes percées de trois travées de fenêtres chacune, et est composé d’un rez-de-chaussée, entresolé au nord, et d’un premier étage en attique.

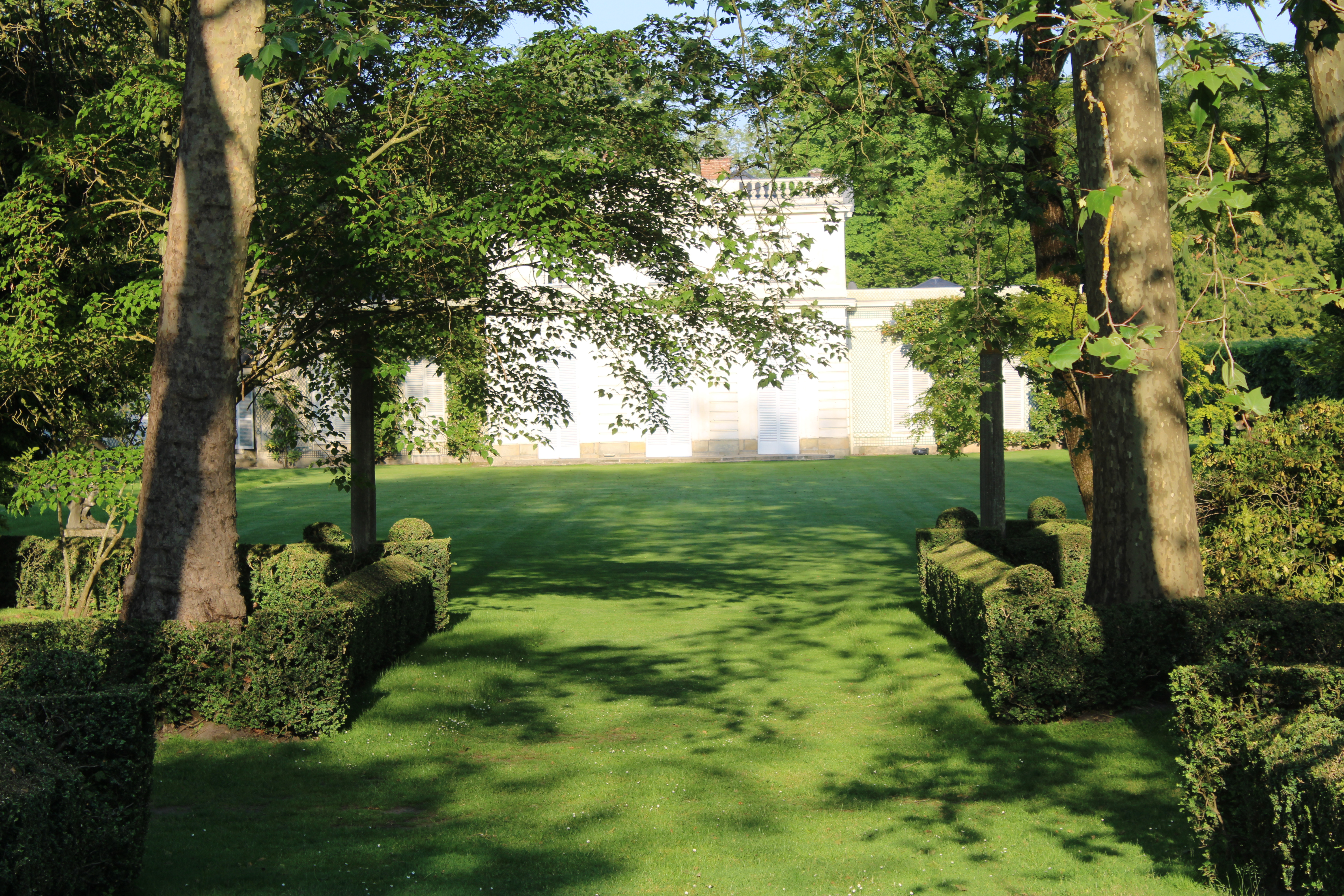
L'Ermitage depuis ses jardins.
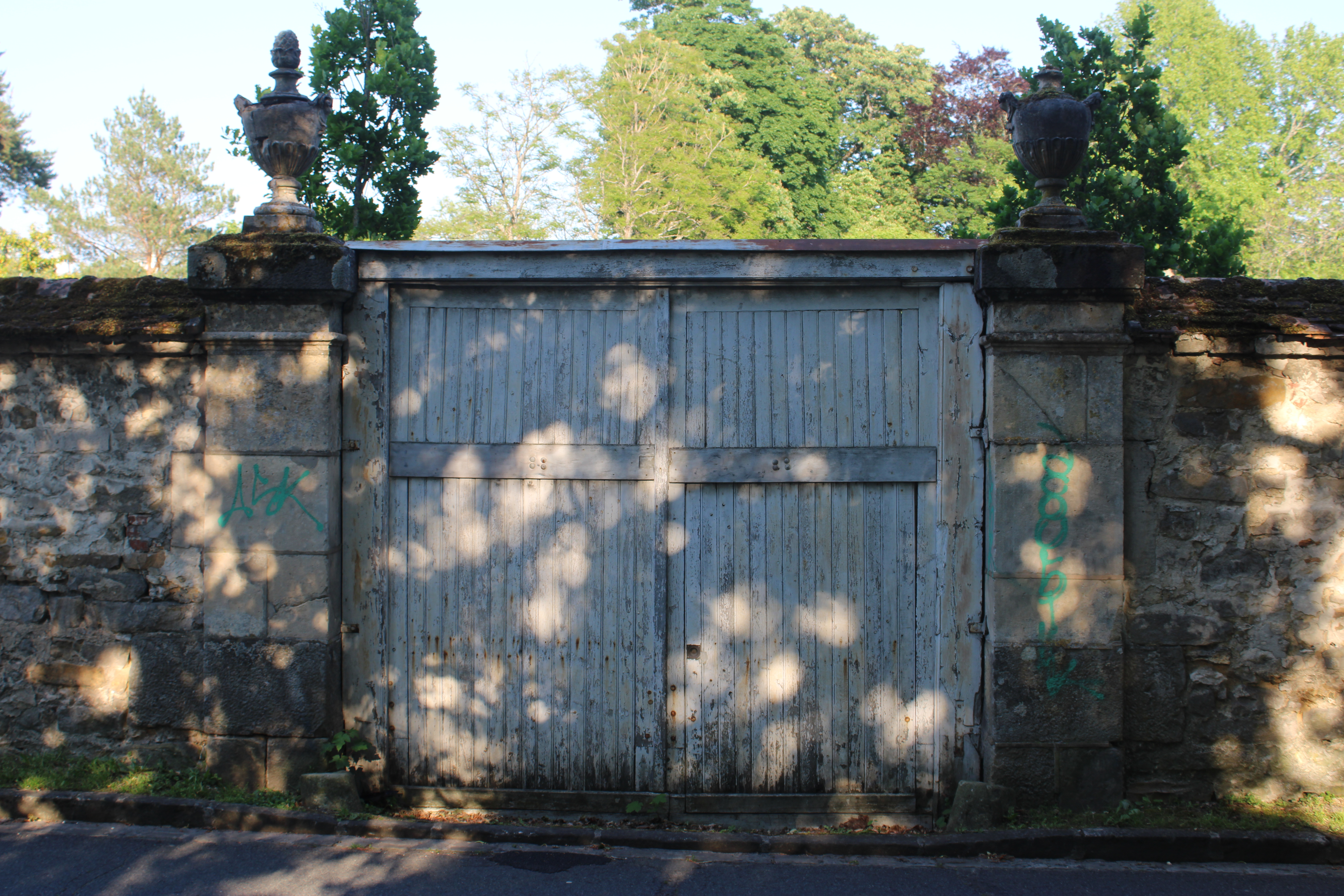
Le portail donnant sur la rue de l'Arbre-Sec.
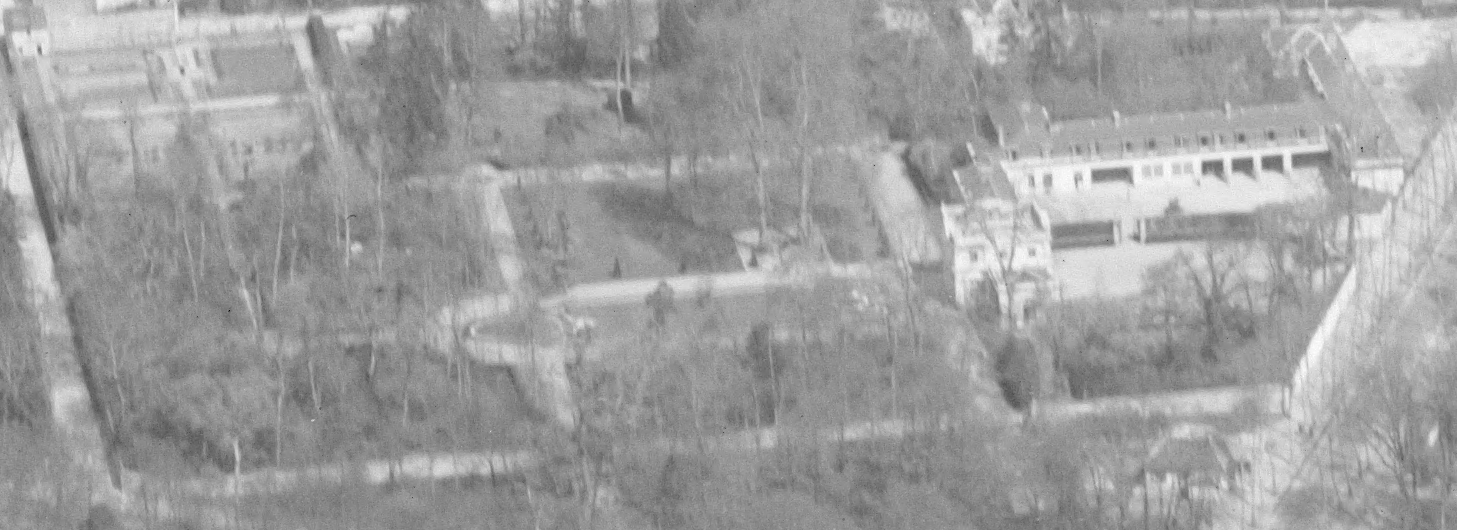
Vue aérienne de l'hôtel et des jardins, en avril 1935.

En 1756, lui sont adjointes deux petites ailes, abritant au sud, une salle à manger et au nord, un cabinet muni d’un corridor reliant le pavillon aux communs. En face du portail monumental sur le boulevard Magenta, une percée est pratiquée afin que le roi, puisse venir voir sa maîtresse à pied depuis le château.
Dans ses mémoires, le duc Charles-Philippe d’Albert de Luynes, décrit avec précision les lieux peu de temps après leur achèvement :
« Du mercredi 8, Fontainebleau.
J'ai vu aujourd'hui en détail le bâtiment dont j'ai 
parlé ci-dessus. Il est précisément au bout du jardin de 
Fontaine-belle-eau ou le jardin neuf. On a ouvert une 
porte qui donne sur le grand chemin de Bouron, et vis- 
à-vis cette porte, immédiatement, est l'hôtel de Pompadour.
On entre par une grande porte cochère dans une 
assez belle cour. On trouve un pavillon carré de 6 toise
sur chaque face. A droite sur la cour est une petite antichambre, 
de laquelle en tournant à gauche on trouve 
sur la même face une salle à manger fort jolie. Sur le 
double de la salle à manger, du côté du jardin, un autre
cabinet d'assemblée à trois croisées, dont deux en face et 
une sur le côté gauche, assez grand pour y mettre six 
tables de jeu, orné fort simplement, mais avec goût. Par 
delà ce cabinet, un petit cabinet éclairé par deux croisées, 
l'une en face et l'autre sur le côté. Entre ce petit cabinet 
et l'antichambre est un escalier fort commode. Au 
premier palier, on trouve à droite et à gauche deux garde- 
robes en entre-sol. En haut, une antichambre éclairée 
par le toit et échauffée par un poêle ; elle est commune à 
deux appartements : à droite celui de M'"e de Pompadour, 
composé d'une antichambre à une croisée; a droite, une 
garde-robe pour une femme de chambre; à gauche, un 
cabinet, sur le double duquel est une garde-robe de commodité. 
De cette même antichambre on entre dans un 
autre chambre pour Mme d'Estrades, où il n'y a point de
cabinet; la garde robe de la femme de chambre est de 
l'autre côté de l'antichambre.
C'est là ce qui compose toute la maison. Ces appartements sont simples, mais fort jolis.
A droite en entrant dans la cour, on trouve une 
basse-cour qui en est séparée par une muraille; elle est 
grande, et tout autour sont les bâtiments des écuries et 
remises. Vis-à-vis cette basse-cour, du côté gauche en entrant, 
est un petit bâtiment bas et carré, séparé en quatre 
poulaillers, entourés de quatre cours différentes pour différentes espèces de poules. Ces cours sont assez grandes ; 
elles sont fermées par des treillages; et au milieu de 
chacune, un bassin plein d'eau. Toutes ces cours sont enfermées 
par une muraille ; ou y entre par deux grilles. Un 
peu par delà ces cours, sur la gauche, un peu par delà 
le chemin de Nemours, est un petit bâtiment composé 
de deux pièces qui servent l'une et l'antre pour la laiterie. 
Ces deux pièces sont fort claires et fort bien accommodées 
pour cet usage. Presque attenant ce petit bâtiment, est une 
étable pour deux ou trois vaches. Le jardin, qui est assez 
grand, est en face de la maison, et s'étend jusqu'à la basse- 
cour à droite et jusqu'au bout des poulaillers du côté gauche; il est tout planté et fort lien distribué en parterre, salle et bosquet.
Il n'y a que neuf mois que cet ouvrage est commencé; il est entièrement fini, habitable et presque entièrement meublé. Comme le jardin ne peut pas donner d'ombre à présent, on y enjoint un autre qui n'en est séparé que par un mur mitoyen. Ce jardin est au Roi et servoit à une maison où sont les bureaux dos bâtiments. On laisse un parterre vis-à-vis cette maison, que l'on enferme dans le jardin de l'hôtel de Pompadour un ancien petit bois où il y a une petite étoile au milieu, l'au delà est un assez grand terrain qui a aussi été acquis et qui sera enfermé; c'est pour les potagers. Comme l'on a ouvert du côté gauche deux haha, par où l'on voit le chemin de Nemours, on a fait un pàlis en dehors, qui conduit audit chemin, pour empêcher les passants de venir sur les bords, et les cerfs d'entrer dans le jardin en sautant lesdits haha. »
Encore aujourd’hui, l’Ermitage conserve une grande partie de ses décors et dispositions d’origine, et son parc de 4 hectares à l’origine, est aujourd’hui ramené à 2,5 hectares, après le percement de l’actuelle rue de l’Arbre-Sec.

## Protection
L'édifice est inscrit aux monuments historiques dans son ensemble par arrêté du 28 mai 1926, puis classé pour ses façades et toitures, sa porte cochère, cour d’entrée et cour de service, ses jardins et toutes les pièces avec des décors du XVIIIe siècle, par arrêté du 23 septembre 1947.